# Little Berlin

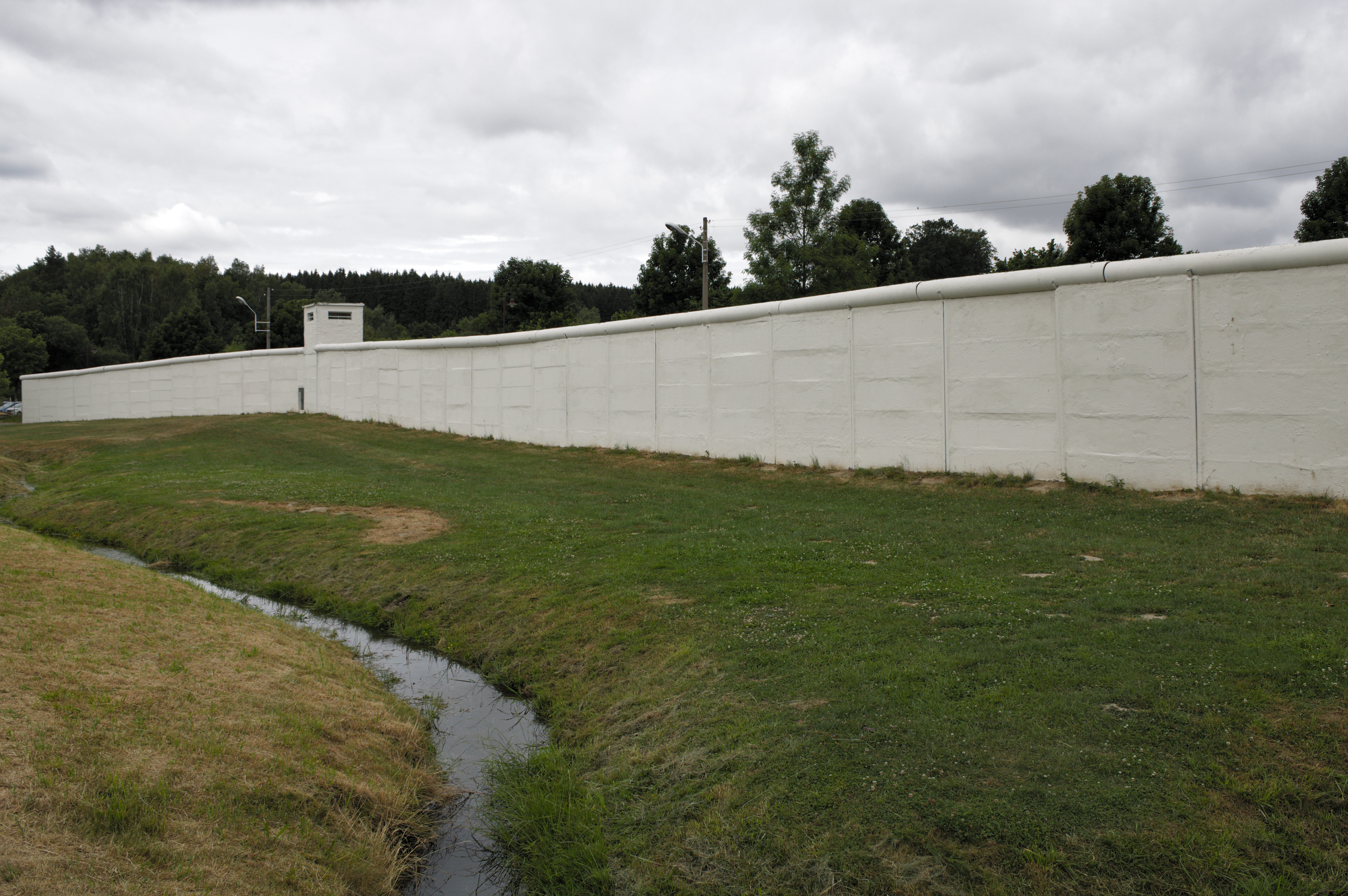
Durant la Guerra Freda, el poble de Mödlareuth va rebre el sobrenom de Little Berlin pels soldats estatunidencs establerts a la regió.

Little Berlin és un curtmetratge dirigit per Kate McMullen, que es va estrenar en una selecció de cinemes del Regne Unit l'octubre del 2020. S'ha subtitulat al català.
Va ser dirigit per Kate McMullen, qui també va escriure el guió basat en una història real.
El títol de la pel·lícula fa referència al sobrenom del poble de Mödlareuth, que es troba en part a Baviera i en part a Turíngia i per on va passar la frontera interior alemanya durant 41 anys. Els soldats estatunidencs establerts a la regió van posar a Mödlareuth el sobrenom de "Little Berlin". La pel·lícula també pretén ser una història d'amor i està dedicada a totes les víctimes de la ruptura.
El rodatge va tenir lloc a Sir Gaerfyrddin, al sud-oest de Gal·les, durant dues setmanes. El rodatge va continuar a Mödlareuth, on ara es troba el museu a l'aire lliure i una part de la paret encara dempeus i on abans s'havia rodat el film Vent de llibertat.
A finals de gener de 2022 es va projectar al Festival de Cinema de Slamdance i a finals de gener i principis de febrer de 2022 al Festival de Curtmetratge de Clermont-Ferrand. El 30 de gener de 2022, la pel·lícula es va emetre a Arte al programa Kurzkreis - Das Kurzfilm-Magazin.